# Philadelphia Merchant Ship
Philadelphia Merchant Ship is een voormalige Amerikaanse voetbalclub uit Philadelphia, Pennsylvania. De club werd opgericht in 1918 en opgeheven in 1920. De club speelde twee seizoenen in de National Association Football League. Hierin werd de club eenmaal tweede.

## Gewonnen prijzen
- National Association Football League
  - Runner up (1): 1919